# Chhinchu
Chhinchu – gaun wikas samiti w zachodniej części Nepalu w strefie Bheri w dystrykcie Surkhet. Według nepalskiego spisu powszechnego z 2001 roku liczył on 2011 gospodarstw domowych i 10911 mieszkańców (5401 kobiet i 5510 mężczyzn).